# Sarlósszárnyúszerűek
A sarlószárnyúszerűek (Drepanoidea)  a valódi lepkék (Glossata) Cossina tagozatában a Bombycina altagozat egyik öregcsaládja két családdal. Egyes rendszerek harmadik családként ide sorolják a Cimeliidae-t is; másutt ez a külön számára létrehozott Cimelioidea öregcsalád egyetlen családja.